# Volta Ciclista a Catalunya 1990
La Volta Ciclista a Catalunya 1990, settantesima edizione della corsa, si svolse in sette tappe, la terza e l'ultima suddivise in due semitappe, dal 7 al 13 settembre 1990, per un percorso totale di 1059,5 km, con partenza da Barcellona e arrivo a Gerona. La vittoria fu appannaggio dello spagnolo Laudelino Cubino, che completò il percorso in 26h08'31", precedendo i connazionali Marino Lejarreta e Pedro Delgado. 
La prima semitappa, della terza tappa, la cronometro a squadre, fu sospesa a causa di una esplosione in una raffineria Repsol, nei limitrofi del percorso; in seguito venne stabilito che l'evento fu causato da terroristi dell'Euskadi Ta Askatasuna o del GRAPO.

## Tappe
| Tappa  | Data         | Percorso                                  | km     | Vincitore di tappa | Leader cl. generale |
| ------ | ------------ | ----------------------------------------- | ------ | ------------------ | ------------------- |
| 1ª     | 7 settembre  | Barcellona > Montjuïc                     | 168,1  | Malcolm Elliott    | Malcolm Elliott     |
| 2ª     | 8 settembre  | Sant Sadurní d'Anoia > Salou              | 170,8  | Mathieu Hermans    | Alfonso Gutiérrez   |
| 3ª-1   | 9 settembre  | Salou > Tarragona (cron. a squadre)       | 12,5   | sospesa            | Alfonso Gutiérrez   |
| 3ª-2   | 9 settembre  | Tarragona > Lleida                        | 110,2  | Malcolm Elliott    | Alfonso Gutiérrez   |
| 4ª     | 10 settembre | Lleida > Port del Comte                   | 158,7  | Jesús Montoya      | Laudelino Cubino    |
| 5ª     | 11 settembre | Port del Comte > Manlleu                  | 169,6  | Iñaki Gastón       | Laudelino Cubino    |
| 6ª     | 12 settembre | Manlleu > Castell-Platja d'Aro            | 166,2  | Marco Lietti       | Laudelino Cubino    |
| 7ª-1   | 13 settembre | Palamós > Palafrugell (cron. individuale) | 29,1   | Erik Breukink      | Laudelino Cubino    |
| 7ª-2   | 13 settembre | Palafrugell > Gerona                      | 74,3   | Per Pedersen       | Laudelino Cubino    |
| Totale | Totale       | Totale                                    | 1059,5 |                    |                     |

## Dettagli delle tappe

### 1ª tappa
- 7 settembre : Barcellona > Montjuïc – 168,1 km

Risultati
| Pos. | Corridore       | Squadra   | Tempo    |
| ---- | --------------- | --------- | -------- |
| 1    | Malcolm Elliott | Teka      | 4h18'33" |
| 2    | Allan Peiper    | Panasonic | s.t.     |
| 3    | Casimiro Moreda | CLAS      | s.t.     |

| Pos. | Corridore       | Squadra   | Tempo    |
| ---- | --------------- | --------- | -------- |
| 1    | Malcolm Elliott | Teka      | 4h18'33" |
| 2    | Allan Peiper    | Panasonic | s.t.     |
| 3    | Casimiro Moreda | CLAS      | s.t.     |

### 2ª tappa
- 8 settembre: Sant Sadurní d'Anoia > Salou – 170,8 km

Risultati
| Pos. | Corridore       | Squadra    | Tempo    |
| ---- | --------------- | ---------- | -------- |
| 1    | Mathieu Hermans | Seur       | 3h47'47" |
| 2    | Guido Bontempi  | Carrera J. | s.t.     |
| 3    | Eddy Planckaert | Panasonic  | s.t.     |

| Pos. | Corridore         | Squadra  | Tempo    |
| ---- | ----------------- | -------- | -------- |
| 1    | Alfonso Gutiérrez | BH-Amaya | 8h06'20" |
| 2    | J. L. R. García   | Seur     | s.t.     |
| 3    | Casimiro Moreda   | CLAS     | s.t.     |

### 3ª tappa, 1ª semitappa
- 9 settembre: Salou > Tarragona – Cronometro a squadre – 12,5 km

Sospesa

### 3ª tappa, 2ª semitappa
- 9 settembre: Tarragona > Lleida – 110,2 km

Risultati
| Pos. | Corridore         | Squadra  | Tempo    |
| ---- | ----------------- | -------- | -------- |
| 1    | Malcolm Elliott   | Teka     | 2h40'44" |
| 2    | Casimiro Moreda   | CLAS     | s.t.     |
| 3    | Alfonso Gutiérrez | BH-Amaya | s.t.     |

| Pos. | Corridore         | Squadra  | Tempo     |
| ---- | ----------------- | -------- | --------- |
| 1    | Alfonso Gutiérrez | BH-Amaya | 10h47'04" |
| 2    | Casimiro Moreda   | CLAS     | s.t.      |
| 2    | J. L. R. García   | Seur     | s.t.      |

### 4ª tappa
- 10 settembre: Lleida > Port del Comte – 158,7 km

Risultati
| Pos. | Corridore        | Squadra  | Tempo |
| ---- | ---------------- | -------- | ----- |
| 1    | Jesús Montoya    | Teka     | ?     |
| 2    | Laudelino Cubino | BH-Amaya | s.t.  |
| 3    | Pedro Delgado    | Banesto  | a 6"  |

| Pos. | Corridore        | Squadra  | Tempo |
| ---- | ---------------- | -------- | ----- |
| 1    | Laudelino Cubino | BH-Amaya | ?     |
| 2    | Casimiro Moreda  | CLAS     | s.t.  |
| 2    | J. L. R. García  | Seur     | s.t.  |

### 5ª tappa
- 11 settembre: Port del Comte > Manlleu – 169,6 km

Risultati
| Pos. | Corridore        | Squadra  | Tempo    |
| ---- | ---------------- | -------- | -------- |
| 1    | Iñaki Gastón     | CLAS     | 4h15'02" |
| 2    | Marino Lejarreta | ONCE     | s.t.     |
| 3    | Laudelino Cubino | BH-Amaya | s.t.     |

| Pos. | Corridore        | Squadra  | Tempo |
| ---- | ---------------- | -------- | ----- |
| 1    | Laudelino Cubino | BH-Amaya | ?     |
| 2    | Casimiro Moreda  | CLAS     | s.t.  |
| 2    | J. L. R. García  | Seur     | s.t.  |

### 6ª tappa
- 12 settembre: Manlleu > Castell-Platja d'Aro – 166,2 km

Risultati
| Pos. | Corridore              | Squadra | Tempo    |
| ---- | ---------------------- | ------- | -------- |
| 1    | Marco Lietti           | CLAS    | 4h01'24" |
| 2    | Melchor Mauri          | ONCE    | s.t.     |
| 3    | Alberto Leanizbarrutia | Teka    | s.t.     |

| Pos. | Corridore        | Squadra  | Tempo |
| ---- | ---------------- | -------- | ----- |
| 1    | Laudelino Cubino | BH-Amaya | ?     |
| 2    | Casimiro Moreda  | CLAS     | s.t.  |
| 2    | J. L. R. García  | Seur     | s.t.  |

### 7ª tappa, 1ª semitappa
- 13 settembre: Palamós > Palafrugell – Cronometro individuale – 29,1 km

Risultati
| Pos. | Corridore        | Squadra    | Tempo  |
| ---- | ---------------- | ---------- | ------ |
| 1    | Erik Breukink    | Carrera J. | 37'12" |
| 2    | Marino Lejarreta | ONCE       | a 12"  |
| 3    | Federico Echave  | CLAS       | a 14"  |

### 7ª tappa, 2ª semitappa
- 13 settembre: Palafrugell > Gerona – 74,3 km

Risultati
| Pos. | Corridore          | Squadra | Tempo    |
| ---- | ------------------ | ------- | -------- |
| 1    | Per Pedersen       | R.M.O.  | 1h48'20" |
| 2    | Jos van Aert       | PDM     | a 4"     |
| 3    | A. M. D. Rodríguez | Kelme   | a 9"     |

| Pos. | Corridore        | Squadra  | Tempo     |
| ---- | ---------------- | -------- | --------- |
| 1    | Laudelino Cubino | BH-Amaya | 26h08'31" |
| 2    | Marino Lejarreta | ONCE     | a 4"      |
| 3    | Pedro Delgado    | Banesto  | a 26"     |

## Classifiche finali

### Classifica generale
| Pos. | Corridore             | Squadra      | Tempo     |
| ---- | --------------------- | ------------ | --------- |
| 1    | Laudelino Cubino      | BH-Amaya     | 26h08'31" |
| 2    | Marino Lejarreta      | ONCE         | a 4"      |
| 3    | Pedro Delgado         | Banesto      | a 26"     |
| 4    | Iñaki Gastón          | CLAS         | a 37"     |
| 5    | Federico Echave       | CLAS         | a 1'36"   |
| 6    | Enrique Aja           | Teka         | a 2'18"   |
| 7    | Óscar de Jesús Vargas | Postobón     | a 2'30"   |
| 8    | Jesús Montoya         | BH-Amaya     | a 3'07"   |
| 9    | Sean Kelly            | PDM          | a 3'32"   |
| 10   | Edgar Corredor        | Café de Col. | a 5'00"   |

### Classifica a punti
| Pos. | Corridore        | Squadra | Punti |
| ---- | ---------------- | ------- | ----- |
| 1    | Marino Lejarreta | ONCE    | 67    |
| 2    | Malcolm Elliott  | Teka    | 62    |
| 3    | Iñaki Gastón     | CLAS    | 53    |

### Classifica scalatori
| Pos. | Corridore           | Squadra  | Punti |
| ---- | ------------------- | -------- | ----- |
| 1    | Thierry Claveyrolat | R.M.O.   | 32    |
| 2    | Pedro Delgado       | Banesto  | 28    |
| 3    | Laudelino Cubino    | BH-Amaya | 25    |

### Classifica sprint
| Pos. | Corridore             | Squadra        | Punti |
| ---- | --------------------- | -------------- | ----- |
| 1    | Miquel Àngel Iglesias | Puertas Mavisa | 14    |
| 2    | Marco Lietti          | Ariostea       | 9     |
| 3    | Dante Rezze           | R.M.O.         | 6     |

### Classifica squadre
| Pos. | Squadra          | Tempo     |
| ---- | ---------------- | --------- |
| 1    | BH-Amaya Seguros | 78h39'49" |
| 2    | Postobón-Manzana | a 1'34"   |
| 3    | ONCE             | a 2'48"   |